# Planodema senegalensis
Planodema senegalensis là một loài bọ cánh cứng trong họ Cerambycidae.